# Contrat de travail de remplacement
 (avril 2015).
 (mars 2024).
Si vous disposez d'ouvrages ou d'articles de référence ou si vous connaissez des sites web de qualité traitant du thème abordé ici, merci de compléter l'article en donnant les références utiles à sa vérifiabilité et en les liant à la section « Notes et références ».
En droit belge, dans un contexte particulier, l'employeur est amené à devoir faire face à l'absence d'un travailleur titulaire d'un poste permanent, absence dont on ne connaît pas toujours la durée précise. C'est la raison pour laquelle la loi du 3 juillet 1978 sur les contrats de travail permet à un employeur de conclure ce type de contrat destiné à suppléer temporairement les personnes absentes par d'autres. 

## Pour quels cas?
- incapacité de travail en raison de maladie ou d'un accident ;
- de congé de maternité,
- de vacances annuelles,
- du congé-éducation,
- en cas de force majeure (détention préventive par exemple),
- en cas de suspension de commun accord (congé sans solde).

Cette notion diffère de celle du contrat de travail à durée déterminée ou pour un travail nettement défini.